# Gyrophragmium
Gyrophragmium is een geslacht van schimmels behorend tot de familie Agaricaceae. Het geslacht werd beschreven door de Franse botanicus Camille Montagne en in 1843 geldig gepubliceerd.

## Soorten
Volgens Index Fungorum telt het geslacht vijf soorten:
| Soortnaam                | Auteur(s)     | Publicatiejaar |
| ------------------------ | ------------- | -------------- |
| Gyrophragmium argentinum | Speg.         | 1898           |
| Gyrophragmium carettei   | Speg.         | 1927           |
| Gyrophragmium delilei    | Mont.         | 1843           |
| Gyrophragmium inquinans  | (Berk.) Lloyd | 1904           |
| Gyrophragmium italicum   | Petri         | 1900           |